# Concert By The Sea
Albums de Erroll Garner
Solo
(1955) The Most Happy Piano
(1956)
Concert by the Sea est un album live du pianiste de jazz Erroll Garner sorti en 1955. C'est le premier disque de jazz à avoir dépassé le million d'exemplaires en 1958, et son succès ne s'est jamais démenti depuis,,.
Il a reçu le Grammy Hall of Fame Award en 1999.

## Historique
Le concert a été organisé par Jimmy Lyons, personnalité du jazz radiophonique, quelques années avant qu'il monte le Monterey Jazz Festival.
Il a été donné dans une ancienne église de Carmel-by-the-Sea en Californie.
Rien ne prédestinait ce concert à devenir l'un des disques les plus vendus du jazz : l'acoustique était mauvaise, le piano légèrement désaccordé, le bassiste Eddie Calhoun et le batteur Denzil Best peu audibles, Eddie Calhoun n'avait pas pris la peine de prendre sa contrebasse et a dû en emprunter une à l'orchestre militaire local... Le concert a été enregistré par Will Thornbury, qui travaillait à la Armed Forces Radio Network (en) pour être diffusé à la radio du camp de Fort Ord. Columbia Records et Martha Glaser, la manager de Garner, ont acheté l'enregistrement et ont décidé de le commercialiser.
George Avakian, l'A&R de Garner à Columbia, avait quelques doutes sur la qualité de l'enregistrement, peu propice à une commercialisation. Les ingénieurs de Columbia ont travaillé sur les bandes comme ils pouvaient avec les technologies de l'époque. Le son de l'album continue de manquer de définition.

## Musique
Le trio d'Erroll Garner est un peu inhabituel pour l'époque : ni le bassiste ni le batteur ne prennent de solo, Denzil Best n'utilise que les balais, jamais les baguettes. Les deux musiciens sont au service de Garner.
La liste des morceaux joués est classique du pianiste : des compositions originales, des standards, et des morceaux de bravoure « pour le show ».

## Pistes

### Version originale
Face 1
| No | Titre                  | Musique                                      | Durée |
| -- | ---------------------- | -------------------------------------------- | ----- |
| 1. | I'll Remember April    | Gene de Paul, Patricia Johnston, Don Raye    | 4:14  |
| 2. | Teach Me Tonight       | Sammy Cahn, Gene de Paul                     | 3:37  |
| 3. | Mambo Carmel           | Erroll Garner                                | 3:43  |
| 4. | Autumn Leaves          | Joseph Kosma, Jacques Prévert, Johnny Mercer | 6:27  |
| 5. | It's All Right With Me | Cole Porter                                  | 3:40  |

Face 2
| No | Titre                                    | Musique                       | Durée |
| -- | ---------------------------------------- | ----------------------------- | ----- |
| 1. | Red Top                                  | Lionel Hampton, Ben Kynard    | 4:14  |
| 2. | April in Paris                           | Vernon Duke, Yip Harburg      | 3:37  |
| 3. | They Can't Take That Away From Me        | George Gershwin, Ira Gershwin | 3:43  |
| 4. | How Could You do a Thing Like That to Me | Tyree Glenn, Allan Roberts    | 6:27  |
| 5. | Where or When                            | Richard Rodgers, Lorenz Hart  | 3:40  |
| 6. | Erroll's Theme                           | Erroll Garner                 | 3:40  |

### Intégrale
Une version intégrale du concert est sortie en 2015, permettant d'entendre de nombreux titres inédits (Caravan, Night and Day, Spring is Here, The Nearness Of You, Sweet and Lovely, Lullaby of Birdland, Laura...)
Les bandes ont été restaurées et remasterisées, permettant, pour la première fois, d'entendre la basse d'Eddie Calhoun, le son du piano et de la batterie restant plus ou moins identique.
Le coffret inclut également une interview de Thornbury avec Garner.

## Musiciens
- Erroll Garner : piano
- Eddie Calhoun : contrebasse
- Denzil Best : batterie